# Parodontodynerus rufinus
Parodontodynerus rufinus är en stekelart som först beskrevs av Kostylev 1940.  Parodontodynerus rufinus ingår i släktet Parodontodynerus och familjen Eumenidae. Inga underarter finns listade i Catalogue of Life.